# رينيه هاوس
رينيه هاوس (بالفرنسية: René Hauss)‏ (1927 - 2010)، هو لاعب كرة قدم فرنسي.
رين هاوس من مواليد يوم 25 ديسمبر 1927 في لينغولشيم, لعب في مركز مُدَافِع, قضى حياته المهنية الرياضية كاملة في نادي ستراسبورغ حيث لعب 515 مباراة بالدوري (بما في ذلك 421 مباراة في الدرجة الأولى). توفي ليلة 6 ل 7 ديسمبر 2010 بعد الإصابة بمرض السرطان.

## روابط خارجية
- رينيه هاوس على موقع قاعدة بيانات كرة القدم.إي يو (الإنجليزية)
- رينيه هاوس على موقع عالم كرة القدم.نت (الإنجليزية)